# Guillaume d'Harcourt
Guillaume d'Harcourt, seigneur d'Harcourt, de Calleville, de Beauficel, de Bourgtheroulde, de Boissey-le-Châtel de Lisors, de Bouville et de Renneville est le fils de Robert Ier d'Harcourt et de Colette d'Argouges et le frère de Philippe d'Harcourt, chancelier d'Angleterre, évêque de Salisbury et de Bayeux et de Richard d'Harcourt, seigneur de Renneville, chevalier du Temple, fondateur de la commanderie de Saint-Étienne-de-Renneville vers 1150.
Il combattit en 1124 pour Henri Ier d'Angleterre contre les partisans de Guillaume, fils du duc Robert II de Normandie.
Il donna la terre de Stantunie et ses dépendances à l'abbaye de Gerauldon en Angleterre.

## Descendance
De son mariage avec Hue d'Amboise, il eut dix enfants :
- Robert II d'Harcourt, seigneur d'Harcourt.
- Nicolas d'Harcourt, seigneur de Bouville.
- Roger d'Harcourt († 1163), seigneur de Renneville.
- Guillaume d'Harcourt, seigneur d'Ouville, nommé dans un rôle des fiefs d'Angleterre.
- Renaud d'Harcourt, échanson du roi Philippe Auguste.
- Alberède d'Harcourt
- Alix d'Harcourt, épouse Robert de Montfort, seigneur de Beaudesert.
- Ève d'Harcourt, dame de Lisors, épouse Guillaume III Crespin, seigneur du Bec-Crespin, de Dangu et d'Étrépagny.
- Beatrix d'Harcourt, épouse Robert de Basset.
- Yves d'Harcourt, auteur de la branche anglaise de la maison d'Harcourt, aurait succédé à son père dans ses possessions d'Angleterre